# 勞炳章
勞炳章（?—?），湖南人，清朝政治人物。荫生出身。
同治10年（1871年），擔任清朝遵义府婺川縣知縣。后由劉樹勛接任。